# Oscar Eckenstein
Oscar Eckenstein (9 de septiembre de 1859 – 8 de abril de 1921) fue un montañero y escalador anglo-alemán. Fue una de las pocas personas que escaló con Aleister Crowley, con el que hizo un expedición al K2. Crowley, en sus Confesiones, elogia a Eckenstein en algunos pasajes, mencionado su fuerza atlética. También, ascendió en el distrito de los lagos de Inglaterra con los hermanos George y Ashley Abraham aunque su relación con él no fue siempre bien y en el norte de Gales con Geoffrey Winthrop Young y J. M. Archer Thomson. Junto con Matthias Zurbriggen realizó la primera ascensión del Stecknadelhorn (4.241 metros) en los Alpes valaisanos el 8 de agosto de 1887.
Era técnicamente muy competente, pero asumió raramente el papel de escalador jefe. Fue un iniciador del "bulder" o escalada de bloques de piedra. Según Geoffrey Winthrop Young, enseñó la técnica de escalada a J. M. Archer Thomson, en la "Piedra Eckstein" del "Llanberis Pass" (Gales). En Cachemira, en los años 1890, realizó competiciones de "bulder" entre los nativos, probablemente la primera competición formal de este deporte.
Fue un ingeniero ferroviario durante casi toda su vida, bien educado e insufriblemente arrogante. Era poco hablador y una larga disputa con el "Club Alpino" británico le hizo crearse muchas enemistades. A pesar de ello, fue un brillante innovador de la técnica de escalada y su amor por el "bulder" condujo a la fundación de la escalada de paredes moderna en el Reino Unido. Se le reconoce haber inventado el crampón moderno, haber diseñado un piolet corto, y analizado los nudos y patrones de los clavos más óptimos para las botas de montaña.